# Kalleby
Kalleby er en landsby beliggende nordvest for Stenbjergkirke i det nordlige Angel i Sydslesvig. Administrativt hører Kalleby under Stenbjergkirke Kommune i Slesvig-Flensborg kreds i den nordtyske delstat Slesvig-Holsten. I kirkelig henseende hører landsbyen under Kværn Sogn. Sognet lå i Ny Herred (Flensborg Amt, Sønderjylland), da området tilhørte Danmark.
Kalleby er første gang nævnt 1435. Stednavnet står i forbindelse med mandsnavnet gen. Kalli. I 1864 nævnes her en kro og en skole. Skolesproget var i årene før 1864/1866 dansk. Med under Kalleby hørte tidligere et kåd (husmandssted) i Dybgrav (ty. Tiefengrund) og to i Rævegrav (Fuchsgraben). Nord for landsbyen ligger den tidligere danske domæneskov Horskobbel. I 1871 dannede Kalleby med Nybølmark, Nybølmose samt dele af Dybgrav en selvstændig kommune. I 1970 kom Kalleby under Kværn, i 2013 under Stenbjergkirke Kommune. 
Bebyggelser og landsbyer i omegnen er Kastrup i nord, Rojkær og Gingtoftholm i øst, Nybølmark i syd og Vejgab og Dybgrav i vest.